# Contea di Edwards (Kansas)
La contea di Edwards (in inglese Edwards County) è una contea dello Stato del Kansas, negli Stati Uniti. La popolazione al censimento del 2000 era di 3 449 abitanti. Il capoluogo di contea è Kinsley.

## Geografia fisica
L'U.S. Census Bureau certifica che l'estensione della contea è di 1611 km² composti da terra.

### Contee confinanti

- Contea di Pawnee - nord
- Contea di Stafford - est
- Contea di Pratt - sudest
- Contea di Kiowa - sud
- Contea di Ford - sudovest
- Contea di Hodgeman - nordovest

## Infrastrutture e trasporti
- U.S. Route 50
- U.S. Route 56
- U.S. Route 183
- Kansas Highway 19

## Geografia antropica

### Città
- Belpre
- Kinsley
- Lewis
- Offerle

### Area non incorporata
- Centerview
- Fellsburg
- Nettleton
- Trousdale

### Township
La contea di Edwards è divisa in dieci township.
La città di Kinsley è considerata governmentally independent quindi esclusa dai dati del censimento per le Township.
Le Township della contee sono:
- Belpre
- Franklin
- Jackson
- Kinsley
- Lincoln
- Logan
- North Brown
- South Brown
- Trenton
- Wayne